# Дајкунди
Дајкунди (перс. دایکندی), познат и као Дајконди, једна је од 34 провинције Авганистана. Налази се у централном дијелу земље.
Административни центар је град Нила. Смјештен је око 310 километара од Кабула. Територија обухвата 8.088 км² и има око 410.000 становника. Територија није под контролом НАТО-а.